# Flammes Carolo Basket
La Flammes Carolo Basket è una società femminile di pallacanestro di Charleville-Mézières fondata nel 2002.

## Palmarès
- Coppa di Francia: 1

2025